# MAGEB10
MAGEB10 (англ. MAGE family member B10) – білок, який кодується однойменним геном, розташованим у людей на короткому плечі X-хромосоми. Довжина поліпептидного ланцюга білка становить 347 амінокислот, а молекулярна маса — 38 971.
| 10         |  | 20         |  | 30         |  | 40         |  | 50         |
| ---------- |  | ---------- |  | ---------- |  | ---------- |  | ---------- |
| MPRGQKSKLR |  | AREKRRQARG |  | GLEDLIDALD |  | ILEEEEESPP |  | SASACLKDVF |
| QSSLDGASNN |  | PHGLREAQST |  | STSATAASHT |  | RHPEGVNDQM |  | EERPICTQDL |
| EATDSFPRGP |  | VDEKVIILVH |  | YLLYKYQMKE |  | PITKADMLRN |  | VTQMSKSQFP |
| VILSRASEHL |  | ELIFGLDLKE |  | VEPNKHIYVL |  | VNKLDLGCDA |  | KLSDETGVPK |
| TGLLMTVLGI |  | IFTNGNCVAE |  | EEVWKVFNTM |  | GLYDGIEHFM |  | FGEPRKLLTK |
| DLVKENYLEY |  | QQVPNSDPPR |  | YQFLWGPRAH |  | AETSKMKVLE |  | FLAKVNDTAP |
| SEFSNWYTEA |  | LQDEEERARA |  | RVAAKARVSA |  | TAGARSKVKS |  | SKSSQLQ    |

A: Аланін

C: Цистеїн

D: Аспарагінова кислота

E: Глутамінова кислота

F: Фенілаланін

G: Гліцин

H: Гістидин

I: Ізолейцин

K: Лізин

L: Лейцин

M: Метіонін

N: Аспарагін

P: Пролін

Q: Глутамін

R: Аргінін

S: Серин

T: Треонін

V: Валін

W: Триптофан

Кодований геном білок за функцією належить до пухлинних антигенів. 